# Robert Rodriguez
Robert Anthony Rodriguez (San Antonio, Teksas, 20. lipnja 1968.), je američki pisac, producent, glazbenik i redatelj meksičkih korijena, poznat po snimanju niskobudžetnih ali popularnih neovisnih i studijskih filmova s niskim budžetom i velikom brzinom snimanja za holivudske standarde. Većinu svojih filmova je snimio u Teksasu i Meksiku. Poznat je po svojoj suradnji s Tarantinom.

## Filmografija
| Godina | Film                                           | Uloga                                                                                            | Napomene                                                   |
| ------ | ---------------------------------------------- | ------------------------------------------------------------------------------------------------ | ---------------------------------------------------------- |
| 1991.  | Bedhead                                        |                                                                                                  |                                                            |
| 1992.  | El Mariachi                                    | redatelj, producent, scenarist                                                                   |                                                            |
| 1994.  | Roadracers                                     |                                                                                                  |                                                            |
| 1995.  | Desperado                                      | redatelj, producent, scenarist                                                                   |                                                            |
| 1995.  | Four Rooms                                     | ko-redatelj, ko-scenarist                                                                        |                                                            |
| 1996.  | From Dusk Till Dawn                            | redatelj, koscenarist                                                                            |                                                            |
| 1998.  | The Faculty                                    | redatelj                                                                                         |                                                            |
| 2001.  | Spy Kids                                       |                                                                                                  |                                                            |
| 2002.  | Spy Kids 2: Island Of Lost Dreams              |                                                                                                  |                                                            |
| 2003.  | Once Upon a Time in Mexico                     |                                                                                                  | prikazan 2003. a snimljen je 2001. prije glumačkog štrajka |
| 2003.  | Spy Kids 3-D: Game Over                        |                                                                                                  |                                                            |
| 2005.  | The Adventures of Shark Boy & Lava Girl in 3-D |                                                                                                  |                                                            |
| 2005.  | Sin City                                       | (ko-redatelj zajedno s Frankom Millerom i gostujućom režijom Quentina Tarantina)                 |                                                            |
| 2007.  | Grindhouse                                     | Planet Terror i Machette: redatelj, scenarist, producent, glazba, montaža Death Proof: producent | suradnja s Quentinom Tarantinom                            |
| 2010.  | Machete                                        | redatelj, producent, scenarist                                                                   |                                                            |
| 2010.  | Spy Kids: All the Time in the World            | redatelj, scenarist                                                                              |                                                            |
| 2013.  | Machete Kills                                  | redatelj                                                                                         |                                                            |
| 2014.  | Sin City: A Dame to Kill For                   | redatelj                                                                                         |                                                            |
| 2019.  | Alita: Anđeo borbe                             | redatelj                                                                                         |                                                            |
| 2019.  | Red 11                                         | redatelj                                                                                         |                                                            |
| 2020.  | Star Wars: The Mandalorian                     |                                                                                                  |                                                            |

## Vanjske poveznice linkovi
- Robert Rodriguez u internetskoj bazi filmova IMDb-u (engl.)
- Cinescape - Directors Who Matter  Arhivirana inačica izvorne stranice od 20. listopada 2006. (Wayback Machine)
- Robert Rodriguez - The Independents
- Robert Rodriguez and Quentin Tarantino discuss their double feature, "Grindhouse" on Charlie Rose  Arhivirana inačica izvorne stranice od 14. studenoga 2007. (Wayback Machine)